# Dolores Prats

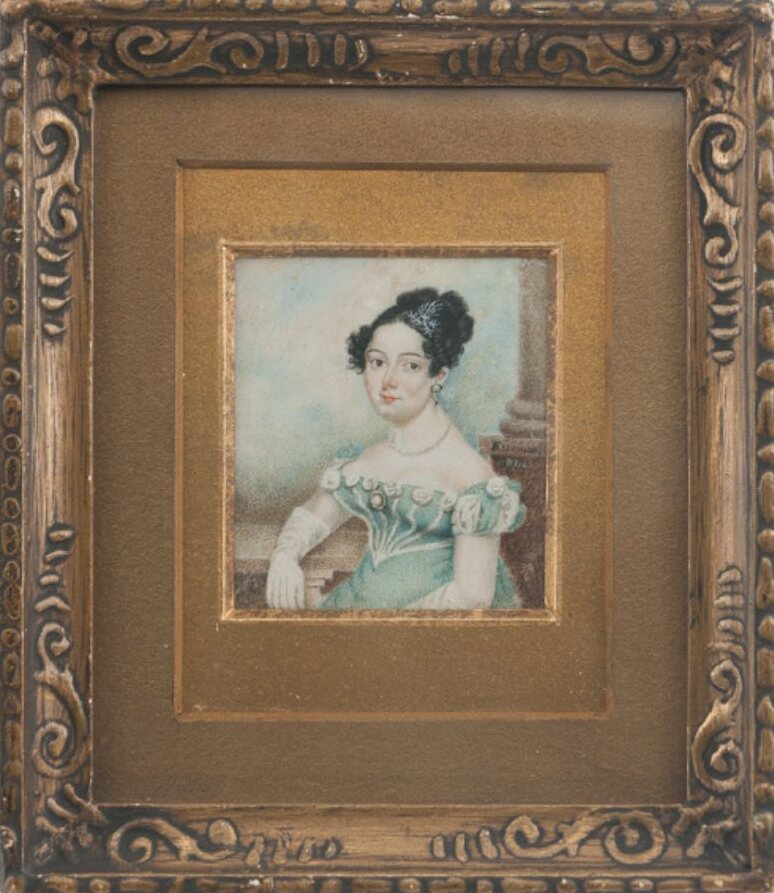
Miniatura de Dolores, 1824, Museo Histórico Nacional.

Dolores Prats (Valparaíso, 1775-?, 1834), también conocida como Dolores Prats de Huisi, fue una refugiada y patriota chilena. Es considerada una de las Patricias Argentinas, especialmente por su participación en la confección de la bandera del Ejército de los Andes, conjuntamente con las mendocinas Mercedes Álvarez Morón, Margarita Corvalán, Laureana Ferrari y Remedios de Escalada.

## Biografía
Dolores Prats, viuda de un rico hacendado de Talcahuano fallecido en la batalla de Rancagua durante la Reconquista de la Patria Vieja, llegó emigrada desde Valparaíso (Chile) a Mendoza (Argentina) en 1814 huyendo de la persecución realista.

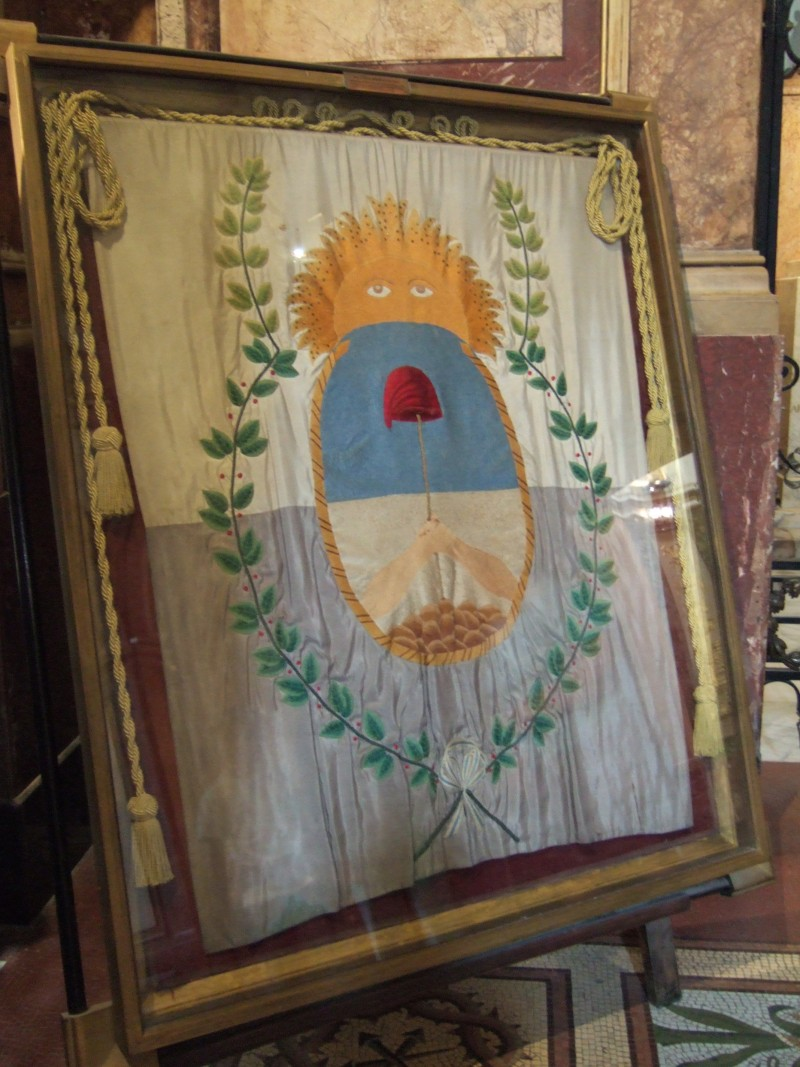
Bandera del Ejército de los Andes

En diciembre de 1816, tras proclamarse la independencia de las Provincias Unidas, el general José de San Martín asistió a una velada en la casa de la familia de Laureana Ferrari, donde solicitó a las damas presentes que confeccionasen la bandera de la nueva nación. Las presentes aceptaron y es así como iniciaron la laboriosa tarea de buscar los materiales necesarios para la misión. Una vez hallados, el bordado en seda estuvo dirigido por Dolores Prats, la mayor y más experimentada bordadora del grupo. La bandera tuvo un coste de 140 pesos fuertes, y  fue bendecida en la iglesia Matriz de Mendoza el 5 de enero de 1817.
Tras la victoria de Chacabuco pudo retornar a Chile, donde falleció en 1834.

## Homenajes
Un barrio de la ciudad de Mendoza lleva su nombre, aunque es denominado popularmente como Barrio La Estanzuela. Además, una calle en Rosario y otra en Morón (Buenos Aires).